# Perronova enačba
Perronova enačba je v matematiki, oziroma v analitični teoriji števil, enačba, ki podaja vsoto aritmetične funkcije z obratno Mellinovo transformacijo. Enačbo je izpeljal nemški matematik Oskar Perron.

## Definicija
Naj je {\displaystyle \{a(n)\}} aritmetična funkcija in naj je:
{\displaystyle g(s)=\sum _{n=1}^{\infty }{\frac {a(n)}{n^{s}}}}
pripadajoča Dirichletova vrsta. Privzame se, da je Dirichletova vrsta absolutno konvergentna za {\displaystyle \Re (s)>\sigma _{a}}. Perronova enačba je potem:
{\displaystyle A(x)={\sum _{n\leq x}}^{\star }{\frac {a(n)}{n^{s}}}={\frac {1}{2\pi i}}\int _{c-i\infty }^{c+i\infty }\mathrm {d} z\;g(s+z){\frac {x^{z}}{z}}\!\,.}
Tukaj zvezdica pri vsoti označuje, da je treba zadnji člen vsote pomnožiti z 1/2, kadar je x celo število. Enačba zahteva, da sta za {\displaystyle c>0} in {\displaystyle x>0} realni, drugače pa poljubna. Enačba velja za {\displaystyle \Re (s)>\sigma _{a}-c}

## Dokaz
Preprost očrt dokaza izhaja iz enačbe za Abelovo vsoto:
{\displaystyle g(s)=\sum _{n=1}^{\infty }{\frac {a(n)}{n^{s}}}=s\int _{0}^{\infty }\mathrm {d} xA(x)x^{-(s+1)}\!\,.}
To je Laplaceova transformacija pri spremembi spremenljivke {\displaystyle x=e^{t}}. Inverz da Perronovo enačbo.

## Zgledi
Ker je enačba v splošnem povezana z Dirichletovimi vrstami, se običano uporablja pri mnogih vsotah iz teorije števil. Riemannova funkcija zeta je enaka integralu:
{\displaystyle \zeta (s)=s\int _{1}^{\infty }{\frac {\lfloor x\rfloor }{x^{s+1}}}\,\mathrm {d} x\!\,.}
Podobna je enačba za Dirichletove L-funkcije:
{\displaystyle L(s,\chi )=s\int _{1}^{\infty }{\frac {A(x)}{x^{s+1}}}\,\mathrm {d} x\!\,,}
kjer je:
{\displaystyle A(x)=\sum _{n\leq x}\chi (n)}
in {\displaystyle \chi (n)} Dirichletov karakter. Perronova enačba se pojavlja tudi pri Mertensovi funkciji ali von Mangoldtovi funkciji.

## Posplošitev na več spremenljivk
Posplošitev enačbe na več spremenljivk je leta 2007 najavil angleški matematik sir Peter Swinnerton-Dyer.